# Dichostates occidentalis
Dichostates occidentalis är en skalbaggsart som beskrevs av Stefan von Breuning 1954. Dichostates occidentalis ingår i släktet Dichostates och familjen långhorningar.
Artens utbredningsområde är:
- Benin.
- Togo.

Inga underarter finns listade i Catalogue of Life.